# Albert-Charles Meyer
Pour les articles homonymes, voir Meyer.
Albert-Charles Meyer (11 mars 1921 - 6 mai 2006) est un officier général français, spécialisé des commandos parachutistes de l'air.

## Biographie
Né à Puteaux le 11 mars 1921, aîné de six enfants et pupille de la nation, leur père Charles (combattant volontaire 1914-1918 et réserviste 1940) étant mort pour la France le 21 juin 1940 sur le front d'Alsace , Albert-Charles Meyer signe un engagement dans l'Armée de l'air en 1939, comme aspirant pilote. En stage à Agen, il cherche à gagner Gibraltar par la mer, est arrêté et interné à Argelès-sur-Mer, s'évade, rejoint la Suisse via Belfort pour rallier l'Angleterre. 

### Un grand résistant
Résistant à 19 ans, en France, en Suisse et en Hollande, sous l'influence d'André Sérot, alors commandant, ancien pilote actif dans les Services spéciaux, il intègre les services de renseignements (réseau Bruno, puis Kléber). Trahi le 11 novembre 1944, déporté le 18 novembre, condamné à mort le 27 novembre 1944, il est emprisonné à Fribourg, dont il s'évade. Il rejoint les alliés le 8 mars 1945, avec trois prisonniers et des renseignements.
Il contribue alors aux renseignements de la 1re Armée et repasse le Rhin vers l'Allemagne le 31 mars 1945.
Il est démobilisé en 1946, comme lieutenant de réserve. Ayant peu d'affinité avec le pouvoir en place, il reste actif dans le renseignement, sans doute en situation militaire clandestine avec mission de liquidation des réseaux constitués durant la guerre.

### Un expert du renseignement militaire
En mai 1951, il rejoint volontairement l'Indochine comme capitaine de réserve (ou ORSA). Chef de la brigade de renseignements et de contre-sabotage de Saïgon, puis chef des renseignements opérationnels, il y réalise des opérations commando avec le commando "Colonel Sérot" (en hommage à André Sérot, tué en opérations à Jérusalem en septembre 1948).
Il participe à la protection de la base aérienne 191 Tan-Son-Nhut et de la base aérienne tactique 192. Il déconseille au commandement le choix de la cuvette de Dien Bien Phu. Il organise en tant que chef de la section politico-militaire de recherche du SR une filière d'évasion pour des personnalités vietnamiennes.
Il est appelé en France en septembre 1955.
Entre janvier et mars 1956, il est officier adjoint du commandant de la base aérienne 128 Metz-Frescaty.

### Un pionnier desCommandos parachutistes de l'air
En avril 1956, il participe à la création des commandos parachutistes de l'air, en Algérie (Groupement des commandos parachutistes de l'air 00/541). 
Il rejoint le camp de Mourmelon, où sont sélectionnés, en France, les volontaires de l'Armée de l'air pour les premiers Commandos parachutistes de l'air., qui n'ont pas encore de chef. Il y rencontre ceux qui seront bientôt ses adjoints et compagnons d'armes, dont le lieutenant Albert Vasseur, le lieutenant Gaston Pallardy et le lieutenant Gilbert Arbez.
En mai 1956, l'entraînement se poursuit à Pau, avec le brevet parachutiste.
Le 11 juin 1956, le CPA 10 désormais constitué embarque pour Philippeville, en Algérie, où est fixé le premier centre d'entraînement des Commandos parachutistes de l'air.
Il est ainsi le premier commandant du Commando parachutiste de l'air n°10. Il obtient vite la confiance du premier commandant de l'ensemble des Commandos parachutistes de l'air, le lieutenant-colonel François Coulet, qui lui confie un rôle d'adjoint. Mais c'est un autre officier qui prendra la succession du lieutenant-colonel François Coulet, l'Armée de l'air souhaitant un officier sorti de l'École de l'Air.
Basé en conditions spartiates sur la base aérienne 146 La Réghaïa, avec le CPA 10, le capitaine, puis commandant (en 1958) Albert-Charles Meyer participe avec éclat aux opérations. De nouveau, il risque maintes fois sa vie. Le 11 décembre 1957, en Kabylie alors qu'il coordonne une opération mobilisant l'ensemble des commandos de l'air, il accompagne le décès du lieutenant Albert Vasseur, à qui il avait confié pour la circonstance son commandement, celui du CPA 10. Le radio du capitaine Albert-Charles Meyer est également tué au même moment.
À compter du 1er janvier 1961, Albert-Charles Meyer est appelé à Paris, à la demande du général Alain de Maricourt, alors major général (no 2) de l'Armée de l'air. Il est nommé inspecteur des commandos de l'air et affecté sur la base aérienne 107 Villacoublay.
En 1961, il reçoit de son gardien, François Coulet, le drapeau des commandos de l'air et le remet au service historique de l'École de l'Air. Le 30 juin 1962, c'est de nouveau lui qui remet cet emblème aux commandos de l'air reconstitués sur la base aérienne 146 La Réghaïa.
Après le putsch des généraux, auquel le remplaçant de François Coulet s'est rallié avec les CPA 40,10 et 20, Albert-Charles Meyer s'active pour demander le maintien des Commandos parachutistes de l'air, les CPA 30 et 50 étant restés hors du mouvement. Ces démarches rencontrent un succès limité, dû aux circonstances et aux acteurs.

### Un officier supérieur de l'Armée de l'air
Albert-Charles Meyer est écœuré ; il demande un congé pour convenance personnelle, en janvier 1963.
Il est affecté à la Direction du Personnel de l'Armée de l'air de décembre 1966 à mars 1974, où il conseille son arme quant à l'emploi et aux carrières des commandos de l'air. Puis, il est chef d'état-major interarmées à la Direction de la sécurité militaire, de 1974 à 1976.
En avril 1976, en tant que colonel (1972), il commande la base aérienne 122 Chartres-Champhol. Il est nommé général de brigade aérienne en 1978 et rejoint l'état-major de l'Armée de l'air.
Il meurt le 6 mai 2006, à l'hôpital Percy, à Clamart.
Les honneurs lui sont rendus le 12 mai 2006, aux Invalides.
Le général Albert-Charles Meyer avait une épouse et deux enfants.
Il était actif au sein de l'Amicale des Anciens des Services Spéciaux de la Défense nationale (AASSDN).

## Décorations
Grand-croix de la Légion d'honneur
 Grand-croix de l'ordre national du Mérite
 Croix de guerre des Théâtres d'opérations extérieurs
 Croix de la Valeur militaire
 Médaille de la Résistance française

## Postérité
Le 21 novembre 2014, la ville de Belfort a inauguré une place Albert-Charles-Meyer.
La promotion 2007 des officiers de l'École militaire de l'air porte le nom de baptême Général-Albert-Charles-Meyer.